# Sumar (coalición vasca)
Sumar es una coalición electoral creada para concurrir a las elecciones al Parlamento Vasco de 2024. La integran los partidos Sumar Mugimendua, Ezker Anitza, Berdeak Equo y Más Euskadi. 
| Partidos | Partidos | Partidos | Partidos         |
| -------- | -------- | -------- | ---------------- |
|          |          |          | Sumar Mugimendua |
|          |          |          | Ezker Anitza     |
|          |          |          | Berdeak Equo     |
|          |          |          | Más Euskadi      |

## Historia
El día 2 de febrero de 2024 los partidos políticos Sumar Mugimendua, Ezker Anitza y Berdeak Equo llegaron a un acuerdo para presentar una coalición electoral bajo la marca Sumar a las elecciones al Parlamento Vasco de 2024. La candidata a lendakari fue Alba García Martín.
Aunque hubo negociaciones con Podemos Euskadi, con quien Ezker Anitza se había presentado anteriormente en la coalición Elkarrekin Podemos, finalmente desde Sumar Mugimendua rechazaron cualquier tipo de acuerdo con esta formación.
La coalición confirmó su registro ante la Junta Electoral para las elecciones del 21 de abril, a la que también se sumó Más Euskadi.

## Legislatura anterior
De los cuatro partidos que constituyen la coalición, solamente Ezker Anitza contaba con representación en la XII legislatura, con dos diputados (Iñigo Martínez Zatón y Jon Hernández), elegidos por Elkarrekin Podemos en las anteriores elecciones.

## Resultados electorales
La coalición obtuvo un único representante por la circunscripción electoral de Álava, Jon Hernández, del Partido Comunista de Euskadi, incluido en la coalición por Ezker Anitza.
| Comicios | N.º de votos | % de votos      | Escaños |
| -------- | ------------ | --------------- | ------- |
| 2024     | 35 092       | \| \| 3,34 % \| | 1/75    |
|          | 3,34 %       |                 |         |